# Takuya Iwasaki
Takuya Iwasaki (岩崎 卓也 Iwasaki Takuya?, 9 de julio de 1929-4 de febrero de 2018) fue un arqueólogo japonés. Era un experto en el Neolítico y en los primeros años del Medio Oriente y realizó muchas investigaciones en sitios en países como Siria e Irán. Iwasaki fue un profesor en la Universidad de Tsukuba. Formalmente, desde 1990, en coordinación con la universidad, condujo un extenso trabajo de campo en la cuenca Rouj del noroeste de Siria. Junto con Akira Tsuneki coescribió Arqueología de la Cuenca Rouj. Iwasaki también ha estado involucrado con el Colegio de Economía Doméstica de las Mujeres de Tokio y dirigió el Museo de la ciudad de Matsudo de 2006-2010. Fue un miembro del Consejo Científico de Japón. Murió el 4 de febrero de 2018 a la edad de 88 años.